# Unterseeboot 482
L'Unterseeboot 482 ou U-482 est un sous-marin allemand (U-Boot) de type VIIC utilisé par la Kriegsmarine pendant la Seconde Guerre mondiale.
Le sous-marin fut commandé le 5 juin 1941 à Kiel (Deutsche Werke), sa quille fut posée le 13 février 1943, il fut lancé le 25 septembre 1943 et mis en service le 1er décembre 1943, sous le commandement du Kapitänleutnant Hartmut Graf von Matuschka Freiherr von Toppolczan und Spaetgen.
Il fut coulé dans l'Atlantique Nord en novembre 1944 par une frégate britannique.

## Conception
Unterseeboot type VII, l'U-482 avait un déplacement de 769 tonnes en surface et 871 tonnes en plongée. Il avait une longueur totale de 67,10 m, un maître-bau de 6,20 m, une hauteur de 9,60 m et un tirant d'eau de 4,74 m. Le sous-marin était propulsé par deux hélices de 1,23 m, deux moteurs diesel Germaniawerft M6V 40/46 de 6 cylindres en ligne de 1400 cv à 470 tr/min, produisant un total de 2 060 à 2 350 kW en surface et de deux moteurs électriques Siemens-Schuckert GU 343/38-8 de 375 cv à 295 tr/min, produisant un total 550 kW, en plongée. Le sous-marin avait une vitesse en surface de 17,7 nœuds (32,8 km/h) et une vitesse de 7,6 nœuds (14,1 km/h) en plongée. Immergé, il avait un rayon d'action de 80 milles marins (150 km) à 4 nœuds (7,4 km/h; 4,6 milles par heure) et pouvait atteindre une profondeur de 230 m. En surface son rayon d'action était de 8 500 milles nautiques (soit 15 700 km) à 10 nœuds (19 km/h).
L'U-482 était équipé de cinq tubes lance-torpilles de 53,3 cm (quatre montés à l'avant et un à l'arrière) qui contenait quatorze torpilles. Il était équipé d'un canon de 8,8 cm SK C/35 (220 coups) et d'un canon antiaérien de 20 mm Flak. Il pouvait transporter 26 mines TMA ou 39 mines TMB. Son équipage comprenait 4 officiers et 40 à 56 sous-mariniers.

## Historique
Il reçut sa formation de base au sein de la 5. Unterseebootsflottille jusqu'au 31 juillet 1944, il intégra sa formation de combat avec la 9. Unterseebootsflottille jusqu'au 30 septembre 1944 et finira sa carrière dans la 11. Unterseebootsflottille.
Sa première patrouille fut précédée par de courts trajets de Kiel à Horten	et de Horten à Bergen. Elle commença réellement le 16 août 1944, au départ de Bergen. Lors de cette patrouille, il opéra entre les îles Féroé et les îles Shetland. Fin août 1944, il patrouilla à l'ouest du canal du Nord (entre l'Irlande du Nord et l'Écosse).
L'après-midi du 30 août 1944, il attaqua le convoi CU 36, au nord de Malin Head. L'U-482 coula un pétrolier américain, le 30 dans l'après-midi.
Le 1er septembre 1944, il torpilla et envoya par le fond la corvette britannique HMS Hurst Castle (K416) (en), au nord de Tory Island. Deux jours plus tard, il rencontra le convoi ONF-251, au nord-ouest de Tory Island. Le 3 septembre, l'U-482 coula un navire norvégien. Le même jour, il fut repéré et attaqué par un Sunderland, mais il réussit à s'échapper avant le largage des charges de profondeur.
Tôt le matin du 8 septembre 1944, l'U-482 attaqua le convoi HX 305, au nord-nord-est de Tory Island. Il envoya par le fond deux bâtiments britanniques.
Le sous-marin fut le premier U-Boot à être équipé du schnorchel. Lors de cette patrouille (qui fut la meilleure parmi tous les U-Boote de type VIIC en service en 1944), il opéra la majeure partie du temps en immersion (2 729 nautiques pour seulement 256 en surface). Il rentra à Bergen après 42 jours en mer et un succès de 32 621 tonneaux de navires coulés.
Lors de sa deuxième patrouille, jusqu'au 25 novembre 1944, l'U-482 opéra dans le nord de la Manche, sans aucun succès. Le sous-marin fut repéré le 24 novembre par un Sunderland norvégien. C'est grâce à ce repérage qu'il fut coulé au nord de l'Écosse le 25 novembre par l'HMS Ascension (K502) (en), à la position 60° 18′ N, 4° 52′ O.
Les 48 hommes d'équipage meurent dans cette attaque.

### Faits précédemment établis
Pendant la guerre, on pensait que l'U-482 avait coulé le 16 janvier 1945, endommagé par le porte-avions d'escorte HMS Thane (il s'agissait en réalité de l'U-1172). Cette attaque fut attribuée à la 22e Escort Group.
Le torpillage du Spinanger et du HMS Thane, attaqués le même jour et dans la même zone fut revendiqué par l'U-1172 et par l'U-482. Des informations prouvèrent plus tard qu'il s’agissait d'attaques perpétrées par l'U-1172.
Dans les années 1990, après réévaluation, l'Amirauté Britannique déclara que l'U-482 avait peut-être heurté une mine dans le canal du Nord, au large de Malin Head, début décembre 1944.
En 2005, le chercheur Axel Niestlé détermina que l'U-482 a été coulé par la frégate britannique HMS Ascension, à l'ouest des Îles Shetland.

## Affectations
- 5. Unterseebootsflottille du 1er décembre 1943 au 31 juillet 1944 (Période de formation).
- 9. Unterseebootsflottille du 1er août 1944 au 30 septembre 1944 (Unité combattante).
- 11. Unterseebootsflottille du 1er octobre 1944 au 25 novembre 1944 (Unité combattante).

## Commandement
- Kapitänleutnant Hartmut Graf von Matuschka Freiherr von Toppolczan und Spaetgen du 1er décembre 1943 au 25 novembre 1944 (Croix de chevalier).

## Patrouilles
|       | Commandant                                                             | Départ           | Départ | Arrivée           | Arrivée | Jours    | Succès   |
| ----- | ---------------------------------------------------------------------- | ---------------- | ------ | ----------------- | ------- | -------- | -------- |
|       | Kptlt. Hartmut Graf von Matuschka Freiherr von Toppolczan und Spaetgen | 6 août 1944      | Kiel   | 8 août 1944       | Horten  | 3 jours  |          |
|       | Kptlt. Hartmut Graf von Matuschka Freiherr von Toppolczan und Spaetgen | 14 août 1944     | Horten | 16 août 1944      | Bergen  | 3 jours  |          |
| 1     | Kptlt. Hartmut Graf von Matuschka Freiherr von Toppolczan und Spaetgen | 16 août 1944     | Bergen | 26 septembre 1944 | Bergen  | 42 jours | 32 621   |
| 2     | Kptlt. Hartmut Graf von Matuschka Freiherr von Toppolczan und Spaetgen | 18 novembre 1944 | Bergen | 25 novembre 1944  | Coulé   | 8 jours  |          |
| Total | Total                                                                  | Total            | Total  | Total             | Total   | 56 jours | 32 621 t |

Note : Kptlt. = Kapitänleutnant

## Navires coulés
L'U-482 coula 4 navires marchands pour un total de 31 611 tonneaux et 1 navire de guerre de 1 010 tonneaux au cours des 2 patrouilles (56 jours en mer) qu'il effectua.
| Date               | Nom              | Nationalité | Tonnage | Convoi  | Fait et localisation         |
| ------------------ | ---------------- | ----------- | ------- | ------- | ---------------------------- |
| 30 août 1944       | Jacksonville     | USA         | 10 448  | CU-36   | Coulé en 55° 30′ N, 7° 38′ O |
| 1er septembre 1944 | HMS Hurst Castle | Royal Navy  | 1 010   | -       | Coulé en 55° 27′ N, 8° 12′ O |
| 3 septembre 1944   | Fjordheim        | Norvège     | 4 115   | ONF-251 | Coulé en 55° 55′ N, 9° 28′ O |
| 8 septembre 1944   | Empire Heritage  | Royaume-Uni | 15 702  | HX-305  | Coulé en 55° 27′ N, 8° 01′ O |
| 8 septembre 1944   | Pinto            | Royaume-Uni | 1 346   | HX-305  | Coulé en 55° 27′ N, 8° 01′ O |